# Universiteit van Granada
De Universiteit van Granada (Spaans: Universidad de Granada; afgekort: UGR) is een openbare universiteit in de Spaanse stad Granada. Zij beschikt tevens over andere campussen in de Spaanse exclaves Ceuta en Melilla in Noord-Afrika. Elk jaar kiezen meer dan 2000 Europese studenten om via het ERASMUS-programma van de Europese Commissie aan deze universiteit te studeren. Dat maakt dan ook dat de Universiteit van Granada de populairste keuze is in dat programma. De UGR neemt samen met andere Europese universiteiten ook deel aan het Erasmus Mundus-programma van de Europese Unie: CIMET, GEMMA, MUNDUSFOR en EUROPUBHEALTH. Er is daarnaast ook het initiatief Erasmus Mundus-Extern Samenwerkingsvenster (EM ECW) waaraan UGR deelneemt voor het organiseren van activiteiten met Jordanië, Libanon en Syrië. Het Moderne Talen Centrum van de universiteit ontvangt jaarlijks meer dan 10.000 internationale studenten voor het volgen van cursussen Spaans, Spaanse cultuur en Spaanse studies.

## Geschiedenis
De oorsprong van de Universiteit van Granada gaat terug tot 1349, toen sultan Yusuf I van Granada de madrassa van Granada oprichtte. Dit schoolgebouw bleef in gebruik tot omstreeks 1499-1500 waarna het werd overgenomen door de katholieke monarchen van Spanje. Bijgevolg werd de bibliotheek van de madrassa vernield bij een brand waardoor het schriftelijke erfgoed van de toenmalige Moorse beschaving beschadigd werd. Eenmaal de Arabische universiteit was verdwenen, werd het gebouw door koning Ferdinand II van Aragon geschonken voor gebruik door het plaatselijke bestuur. De stad Granada zou pas in 1526 opnieuw over een universiteit beschikken dankzij keizer Karel V. Deze stichtte officieel de universiteit in 1531, bekrachtigd door de pauselijke bul van paus Clemens VII.   
Sinds haar oprichting werd de stad Granada positief beïnvloed door de culturen van de Iberiërs, de Oude Romeinen en later ook van de joden en de moslims. De stad was de hoofdstad van het koninkrijk van de Nasriden, de Moorse beschaving van dat moment. Granada was ook de laatste stad op het Iberisch Schiereiland die geannexeerd werd door het katholieke koningspaar in 1492, met als gevolg dat de Moorse leiders uit Spanje verdreven werden. De veroveraars volgden aanvankelijk de regels die door de monarchie werden opgelegd met betrekking tot de stad. Desondanks was er sinds 1499 een toenemende onrust die leidde tot het uitbreken van een opstand. Deze tumultueuze situatie werd aangewakkerd onder impuls van kardinaal Francisco Jiménez de Cisneros die van de omstandigheden gebruikmaakte om bibliotheken in brand te steken. Hij wilde komaf maken met de Moorse cultuur en de Moren dwingen om zich te bekeren tot het christendom. Deze hooggespannen situatie van cultureel geplunder werd beëindigd door Karel V.